# Комсомол (Токтогульский район)
Комсомол (кирг. Комсомол) — село в Токтогульском районе Джалал-Абадской области Кыргызстана. Входит в состав Джаны-Джольского айылного аймака.

## География
Село расположено в северной части области, на правом берегу реки Кодул, к северу от Токтогульского водохранилища, на расстоянии приблизительно 2 километров (по прямой) к востоку от города Токтогула, административного центра района.

## Население
Согласно оценочным данным Национального статистического комитета Кыргызской Республики, численность населения села на начало 2023 года составляла 3700 человек.
| год     | 2009 | 2014 | 2015 | 2020 | 2021 | 2023 |
| ------- | ---- | ---- | ---- | ---- | ---- | ---- |
| человек | 3293 | 3592 | 3582 | 3753 | 3820 | 3700 |